# Peter Hopkins
Peter P. Hopkins (* 1955 in Framingham, Massachusetts), der in Stamford, Connecticut lebt und arbeitet, ist ein US-amerikanischer Maler.

## Leben und Werk
Hopkins studierte von 1978 bis 1982 an der University of Massachusetts Amherst und absolvierte den Masterstudiengang an der University of Wisconsin–Madison. Er stellt international aus. 1990 war Hopkins Teilnehmer der Ausstellung „The (Un)making of nature“ im Whitney Museum of American Art in New York und 1992 der documenta IX in Kassel.

„Betörend schön, metallisch glänzend und irisierend schillernd ziehen die Bilder von Peter Hopkins den Betrachter sofort in ihren Bann. Doch die Schönheit seiner Bilder ist trügerisch und führt tief in die Abgründe der menschlichen Existenz hinein. Krise und Verfall sind die Themen des in Brooklyn arbeitenden Künstlers. Die Materialien, die er verwendet, sind auch nicht Farben im eigentlichen Sinn. Er benutzt verseuchtes Wasser, aggressive Reinigungsmittel, giftige Schlacken oder parfümierte Öle. Erstaunlicherweise entstehen so barock anmutende, hochartifizielle Bilder und Objekte.“

Auf der documenta zeigte er drei großformatige Tafelbilder jeweils im Format 240 × 180 cm mit dem Titel Capital Project: Covered Sites (D1, D2, D3). Es handelte sich um mit Schmutzwasser kunstvoll getränkte Gewebe, die er auf Leinwand aufzog. Ein weiteres Tafelbild hatte den Titel Perfume Site (D4), einem Hologramm, sowie einem mit Parfüm getränkten, plastischen Gewebe mit Parfümflasche auf einer Leinwand im Format 200 × 150 cm.